# Sankongqiao
Sankongqiao (kinesiska: 三空桥, 三空桥乡) är en socken i Kina. Den ligger i provinsen Henan, i den centrala delen av landet, omkring 290 kilometer sydost om provinshuvudstaden Zhengzhou. Antalet invånare är 32 039. Befolkningen består av 16 676 kvinnor och 15 363 män. Barn under 15 år utgör 26,0 %, vuxna 15-64 år 63 %, och äldre över 65 år 9,0 %.
Genomsnittlig årsnederbörd är 1 211 millimeter. Den regnigaste månaden är augusti, med i genomsnitt 208 mm nederbörd, och den torraste är januari, med 21 mm nederbörd.